# SP 八剱貴志
『SP 八剱貴志』（エスピー やつるぎたかし）は、2015年8月31日の21:00 - 22:54（JST）にTBSの「月曜ゴールデン」枠で放送された作品である。

## あらすじ
警視庁警備部警護課のSP・八剱貴志は、4年前のレセプションにて、犯人の狙撃から都知事・吉峰佐和子を守ったが、佐和子の愛娘を流れ弾で死なせてしまう。八剱は自らSPを退き、警視庁遺失物センターの窓口係に異動した。
そして4年後、佐和子は再選し、公約通り新都庁建設計画の凍結を宣言した。抗議と同時に、秘書が狙われる事件が発生。八剱は要請によりSPに復帰することになった。
そして、佐和子の行動スケジュールが漏洩しているかのように次々と事件が起きる。八剱は佐和子を守りきれるか。

## キャスト
- 八剱貴志（警視庁警備部警護課・警部）：舘ひろし
- 吉峰佐和子（東京都知事）：萬田久子
- 里見祐一（都知事秘書・第1被害者）：前川泰之
- 横尾昭一（警視庁警備部警護課・警視）：中西良太
- 本郷毅（警視庁捜査1課・警部）：大杉漣
- 仙堂繁之（警視庁警備部警護課・八剱のかつての部下）：岡田浩暉
- 佐竹透（警視庁警備部警護課）：金児憲史
- 伊達明日香（警視庁警備部警護課）：永池南津子
- 三浦哲史（警視庁警備部警護課）：池田努
- 田崎雄吾（前東京都知事・民慈党衆議院議員）：寺田農
- 吉峰希望（吉峰佐和子の娘・4年前、狙撃の流れ弾で死亡）：木村心結
- 遺失物センターでのおばあさん：和泉ちぬ
- 森中肇（建設協会会長・第2被害者）：山田明郷
- 高瀬（保母）：飯沼千恵子
- 天野（吉峰佐和子を狙う犯人）：水上剣星
- 吉峰希望の菩提寺の住職：山根久幸

## スタッフ
- 脚本：武井彩
- 監督：村田忍
- 選曲：遠藤浩二
- SP監修：伊藤隆太（身辺警護SP学院）
- VFX：岡野正広
- ガンエフェクト：浅生マサヒロ
- 技斗：Gocoo
- プロット協力：田中孝治
- 技術協力：ビデオフォーカス
- 美術協力：山崎美術
- 照明協力：Kカンパニー
- 企画：古賀誠一
- プロデュース：山田大作、竹中美保
- 製作：オスカープロモーション、TBS

## 問題
劇中で贈収賄事件で逮捕される政治家の胸に、北朝鮮による日本人拉致問題の拉致被害者救出活動のシンボル「ブルーリボンバッジ」が付いていたシーンにて、「悪役ととらえられる政治家に拉致問題解決を祈るシンボルであるバッジをつけさせる演出が、印象操作によりブルーリボンのイメージダウンになりかねない」との抗議が起きた。
放送局のTBSテレビ及び製作プロダクションのオスカープロモーションは、9月4日付けで、両社とも公式サイトでお詫び文を掲載した。「政治家らしさを表現する小道具としてであり他意はなかったが、配慮に欠け拉致被害者家族や支援者らの気持ちを傷つけた」とコメントしている。